# Yanis Charcosset
Yanis Charcosset (Francia, 28 de agosto de 2001) es un jugador profesional francés de rugby que se desempeña en la posición de segunda línea en Lyon Olympique, equipo perteneciente a la liga Top 14.

## Carrera
Charcosset es un jugador de formación francesa (JIFF). Comenzó su carrera deportiva con el equipo Belleville RC, en el cual jugó diez temporadas (2006-2016), después pasó a Lyon Olympique, donde lleva jugando ocho temporadas.